# Apozomus zhensis
Apozomus zhensis är en spindeldjursart som beskrevs av Harvey 1992. Apozomus zhensis ingår i släktet Apozomus och familjen Hubbardiidae. Inga underarter finns listade i Catalogue of Life.